# غردة (نمين)
غردة هي قرية في مقاطعة نمين، إيران. يقدر عدد سكانها بـ 285 نسمة بحسب إحصاء 2016.